# Fenris Gråryg
Fenris Gråryg (eng:Fenrir Greyback) er en fiktiv person i Harry Potter-universet. Han er ikke en dødsgardist, men får lov til at gå i deres tøj og agere dødsgardist som belønning for sine mord. Han er desuden varulv.
Fenris har blandt andre bidt Hogwarts-lærer i Forsvar mod Mørkets Kræfter på Harrys tredje år, Remus John Lupus, da han var en lille dreng og Bill Weasley (men bliver ikke varulv da det ikke var fuldmåne) Ron Weasleys storebror. Fenris har en svaghed for at bide børn, da han elsker deres bløde hud. Hans mål er at bide så mange troldmænd og mugglere, at han kan skabe en varulve-hær og underlægge sig troldmandssamfundet.
Man hører første gang om Gråryg i Harry Potter og Halvblodsprinsen i Tusmørkegyden, da Draco Malfoy truer Borkin med ham.
Navnet stammer fra nordisk mytologi, hvor Fenris er en gigantisk ulv, der under Ragnarok medvirker til verdens ødelæggelse ved først at sluge Solen (eller hele himmelen), og derefter dræbe guden Odin. 